# Орнитосцелиды
Орнитосцелиды, или орнитосцелидии (лат. Ornithoscelida), — гипотетическая клада динозавров, объединяющая теропод и птицетазовых. Клада Ornithoscelida была предложена ещё Томасом Генри Хаксли, но позже была заброшена в пользу разделения динозавров на ящеротазовых и птицетазовых, сделанного Гарри Говиром Сили. Гипотеза про группу Ornithoscelida была возрождена в 2017 году в результате кладистического анализа Baron et al.

## Концепция Гексли
Томас Генри Гексли первоначально определил орнитосцелид в лекции 1869 года как группу, включающую динозавров и недавно открытого компсогната, которого он поместил в новую группу Compsognatha. Первые определялись более короткими шейными позвонками и длиной бедра, превышающей длину большеберцовой кости, а вторые — более длинными шейными позвонками и длиной бедра, превышающей длину большеберцовой кости. Он отметил, что в характеристиках их костей обнаружилось много черт, родственных птицам. Динозавров Гексли разделил на три семейства:
- Megalosauridae: мегалозавр, торвозавр, Duriavenator, Wiehenvenator, Eustreptospondylus, афровенатор, дюбрейлозавр, Leshansaurus, Magnosaurus, Piveteausaurus, поэкилоплеврон
- Scelidosauridae: сцелидозавр, Bienosaurus
- Iguanodontidae: Barilium, Mantellisaurus, игуанодон, Proa, Jinzhousaurus, Bolong

Эта классификация быстро вышла из употребления из-за доминирующей системы классификации Гарри Говье Сили, которая сгруппировала динозавров в две основные ветви: ящеротазовые и птицетазовые.

## Работа 2017 года
В начале XXI века улучшенные описания ранних птицетазовых — гетеродонтозавра и лесотозавра — пролили больше света на происхождение птицетазовых. В марте 2017 года в журнале Nature был опубликован анализ Мэтью Барона, Дэвида Нормана и Пола Барретта, в котором динозавры-тероподы — больше не содержащие герреразаврид — были ближе родственны птицетазовым динозаврам, чем завроподоморфам. Предыдущие анализы скорее объединяли тероподов с завроподоморфами в ящеротазовых, за исключением птицетазовых. Данные группы также были официально определены, чтобы отразить это. Используя данные стандартные определения, новые результаты привели бы к тому, что птицетазовые оказались в пределах ящеротазовых, и, более того, тероподов; а завроподоморфы — за пределами клады динозавров. Чтобы этого не допустить, Барон и его коллеги пересмотрели все эти группы. Предположение о том, что птицетазовые и тероподы были родственными группами, также означало, что для объединяющей их клады было необходимо название. Барон и его коллеги назвали эту новую кладу Ornithoscelida, определив ее как «наименьшую кладу, включающую домового воробья и трицератопса». Это значит, что данная клада состоит из последнего общего предка воробья (теропода) и трицератопса (птицетазового), а также всех потомков этого общего предка. Было выбрано старое название авторства Гексли — Ornithoscelida — поскольку его значение, «птицелапые», хорошо соответствовало чертам задних конечностей клады. Кладограмма ниже показывает филогению от Барона et al. 2017:

|  | † Герреразавриды |
|  |                  |
|  | † Завроподоморфы |
|  |                  |

|  | † Птицетазовые |
|  |                |
|  | Тероподы       |
|  |                |

|  | † Герреразавриды |
|  |                  |
|  | † Завроподоморфы |
|  |                  |

|  | † Птицетазовые |
|  |                |
|  | Тероподы       |
|  |                |

|  | † Герреразавриды |
|  |                  |
|  | † Завроподоморфы |
|  |                  |

|  | † Птицетазовые |
|  |                |
|  | Тероподы       |
|  |                |

|  | † Герреразавриды |
|  |                  |
|  | † Завроподоморфы |
|  |                  |

|  | † Птицетазовые |
|  |                |
|  | Тероподы       |
|  |                |

|  | † Герреразавриды |
|  |                  |
|  | † Завроподоморфы |
|  |                  |

|  | † Птицетазовые |
|  |                |
|  | Тероподы       |
|  |                |

|  | † Герреразавриды |
|  |                  |
|  | † Завроподоморфы |
|  |                  |

|  | † Птицетазовые |
|  |                |
|  | Тероподы       |
|  |                |

|  | † Герреразавриды |
|  |                  |
|  | † Завроподоморфы |
|  |                  |

|  | † Птицетазовые |
|  |                |
|  | Тероподы       |
|  |                |

|  | † Герреразавриды |
|  |                  |
|  | † Завроподоморфы |
|  |                  |

|  | † Птицетазовые |
|  |                |
|  | Тероподы       |
|  |                |

Последующее исследование, представленное Пэрри, Бароном и Винсером (2017), продемонстрировало, как при использовании одного и того же набора данных группу Ornithoscelida можно также получить с использованием ряда различных методов филогенетического анализа, включая байесовский метод максимального правдоподобия. То же самое исследование при анализе модифицированной версии оригинала от Барона et al. (2017), также нашло некоторую поддержку гипотезе фитодинозавров при использовании определенных видов анализа.
Гипотеза Ornithoscelida была оспорена группой международных исследователей в ноябре 2017 года после доработки исходного анатомического набора данных от Барона et al. (2017). Эта доработка дала традиционную модель, с птицетазовыми и ящеротазовыми, которые получились сестринскими таксонами. Однако надёжность этого результата вышла невысокой: его вероятность статистически несущественно отличалась от вероятности альтернативной гипотезы Ornithoscelida. Барон и его коллеги внесли лишь незначительные коррективы, и гипотеза Ornithoscelida вновь оказалась предпочтительнее традиционной модели.